# University of Florida

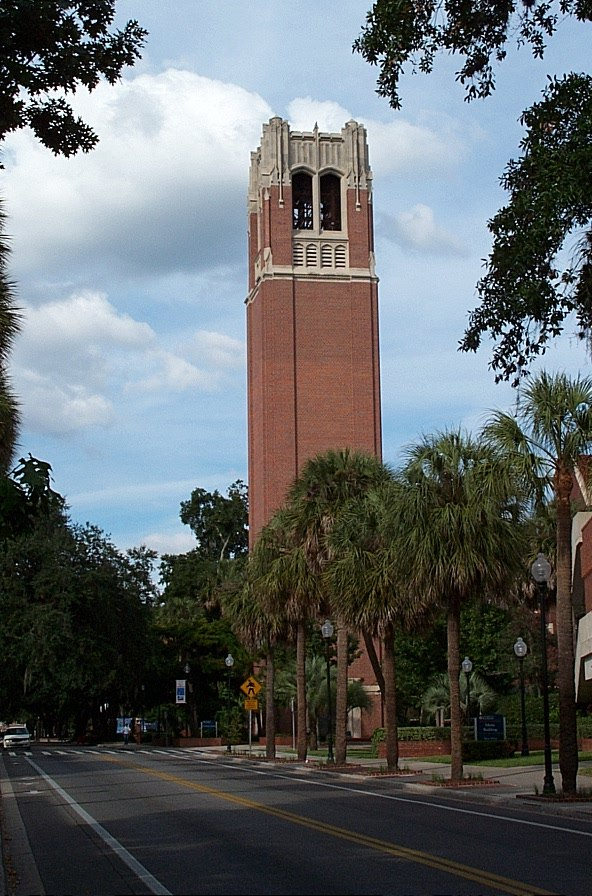
Century Tower, University of Florida.

University of Florida (UF) är ett universitet i Gainesville i Florida, grundat 1853. Universitet tillhör de högst ansedda i USA (se AAU). University of Florida är den äldsta institutionen för högre studier i staten Florida och det femte äldsta universitetet i USA.

## Bakgrund
Universitetet var först med en rad saker i amerikansk utbildningshistoria: det var det första universitetet i USA som lade tyngdpunkten på forskning, och var tillkommet efter modell hämtad från de tyska universiteten. Det var det första universitetet i landet som betonade seminariernas betydelse gentemot föreläsningarna. Det var även det första som erbjöd studenterna möjligheten att ta ett huvudämne inom ramen för sin grundexamen, i motsats till den traditionella breda humanistiska ("liberal arts") inriktning som dittills hade vanlig i amerikanska universitet. Det var det första amerikanska universitet som utdelade doktorsgrader. University of Florida blev förebild för många senare universitet, exempelvis University of Chicago.
University of Florida är känt för sin akademiska standard och för program i juridik (UF Law School), medicin (UF School of Medicine) och internationella relationer och diplomati (Bob Graham School of Foreign Service). Universitetet är välkänt för sin forskning inom en mängd områden, såsom arkeologi, astronomi, ekonomi, fysik, juridik och medicin. Förutom utbildning driver universitetet även ett sjukhus, University of Florida hospital, och ett bokförlag, University of Florida Press.

## Kända personer verksamma vid University of Florida
- Charles O. Andrews, USA:s senat 1936–1946
- Reubin Askew, guvernör
- C. Farris Bryant, guvernör
- Lawton Chiles, USA:s senat 1971–1989
- Michael Connelly, författare
- Terence Trent D'Arby, sångare
- Faye Dunaway, skådespelare
- John Porter East, USA:s senat 1981–1986
- Bob Graham, USA:s senat 1987–2005
- Robert H. Grubbs, nobelpristagare
- William Luther Hill, USA:s senat
- Spessard Holland, USA:s senat 1946–1971
- Buddy MacKay, guvernör
- Wayne Mixson, guvernör
- Rodney Mullen, skateboardsproffs
- Bill Nelson, USA:s senat 2001–
- Marshall W. Nirenberg, nobelpristagare
- Adrian Pasdar, skådespelare
- Beverly Perdue, guvernör
- Stephen Root, skådespelare
- Marco Rubio, USA:s senat 2011–
- George Smathers, USA:s senat 1951–1969
- Stephen Stills, sångare
- Tim Tebow, Heisman Trophy (2007)
- Norman Thagard, astronaut
- Paul Tibbets, flygförare
- Johnny Tillotson, sångare